# Archienemigo

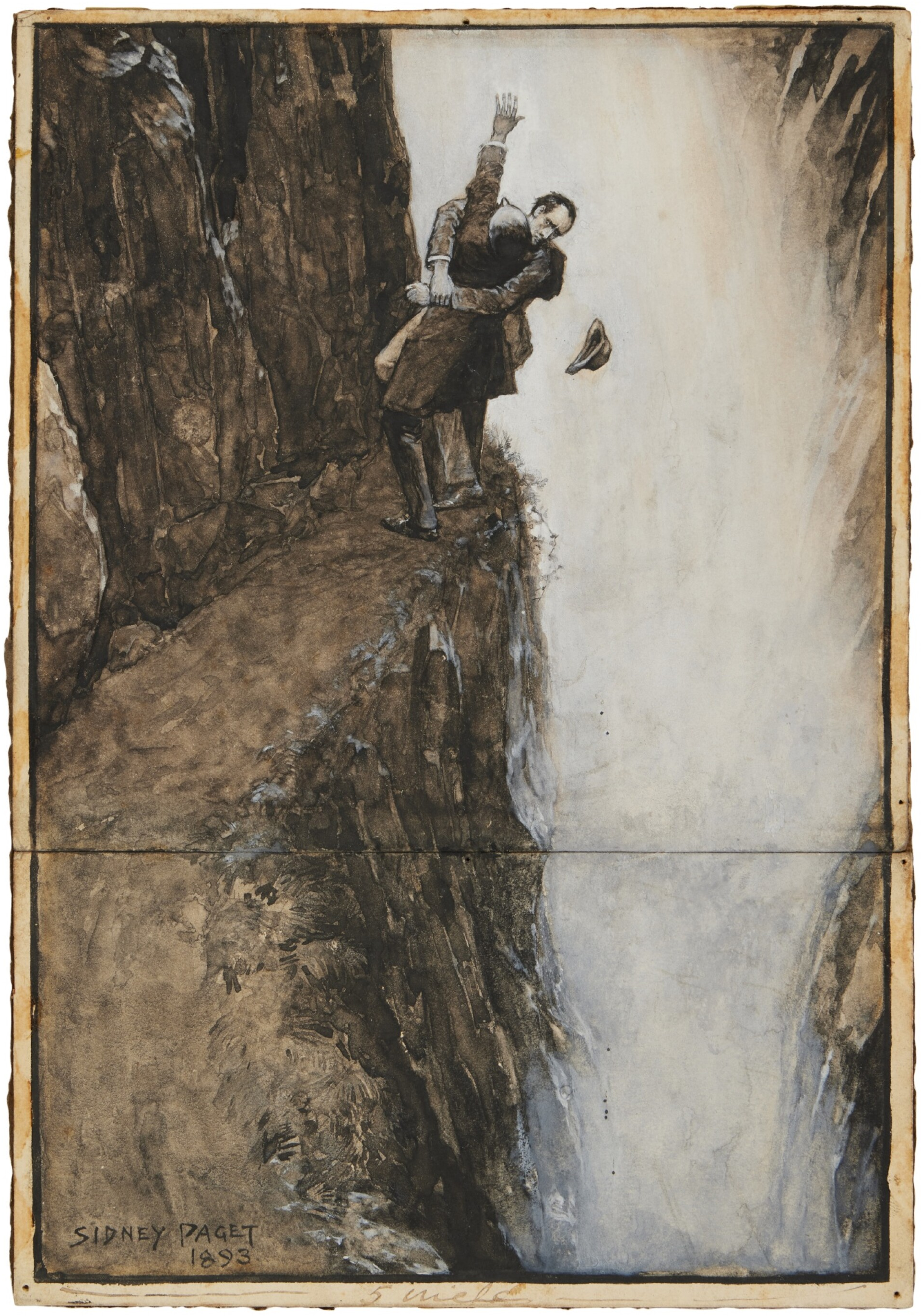
Sherlock Holmes luchando contra su archienemigo el Profesor Moriarty.

Un archienemigo es el principal enemigo de alguien. En la ficción, es un personaje que es el enemigo más prominente y más conocido del protagonista, comúnmente un héroe.

## Etimología
La palabra archienemigo o archi-enemigo se origina a mediados del sigo XVI, desde las palabras archi- (del Griego antiguo ἄρχω arco que significa dirigir o liderar) y enemigo.
También se puede hacer referencia a un archienemigo como archirrival, archivillano o archinémesis.
Sin embargo, un archienemigo también se puede distinguir de un némesis, siendo este último un enemigo al que el héroe no puede derrotar (o que derrota al héroe), incluso si no es un enemigo constante o de larga data para el héroe.

## Ejemplos en la ficción
A continuación, algunos ejemplos de archienemigos en la ficción:

### Literatura
- El Sheriff de Nottingham es el némesis de Robin Hood.
- El Capitán Garfio es el némesis de Peter Pan.
- El profesor Moriarty es generalmente considerado como el némesis de Sherlock Holmes.
- Ernst Stavro Blofeld es el némesis de James Bond.
- Lord Voldemort es el némesis de Harry Potter.

### Historietas
- Lex Luthor es el némesis de Superman.
- El Guasón es el némesis de Batman.
- Los Hermanos Dalton son los némesis de Lucky Luke.
- Magneto es el némesis tradicional de los X-Men.
- El Duende Verde, Venom y el Doctor Octopus son considerados los tres archienemigos del Hombre Araña.
- Roberto Rastapopoulos es a menudo considerado el némesis de Tintín.
- La Abominación, el Líder y Thunderbolt Ross han sido considerados archienemigos de Hulk.
- El Destructor es el archienemigo de las Tortugas Ninja.

### Televisión
- El Team Rocket es el archienemigo de Ash Ketchum.
- Dolf the Crow es el archienemigo de Alfred J. Kwak
- Khan Noonien Singh es el archienemigo de James T. Kirk en Star Trek.
- El Doctor Claw es el archienemigo del Inspector Gadget.
- Eric Cartman es el archienemigo de Kyle Broflovski.
- En la serie Doctor Who, tanto los Daleks como el Maestro son considerados archienemigos del Doctor.

### Películas
- Los Sith han sido los archienemigos de los Jedi durante milenios en Star Wars.
  - Darth Vader es el archienemigo de Luke Skywalker y Obi-Wan Kenobi.
  - Palpatine es el archienemigo de Yoda.
- King Ghidorah es el archienemigo de Godzilla.
- El agente Smith es el archienemigo de Neo.
- Davy Jones es el archienemigo de Jack Sparrow y Will Turner en Piratas del Caribe. En la misma franquicia, Cutler Beckett es el archienemigo de Elizabeth Swann.
- Bluto es el archienemigo de Popeye.
- Elmer Fudd, el demonio de Tasmania y Yosemite Sam son los archienemigos de Bugs Bunny.

### Videojuegos
- Bowser es el némesis de Mario.
- Ganon es el némesis de Link.
- Doctor Eggman es el némesis de Sonic el erizo.
- Ridley es el némesis de Samus Aran.